# Ombreira

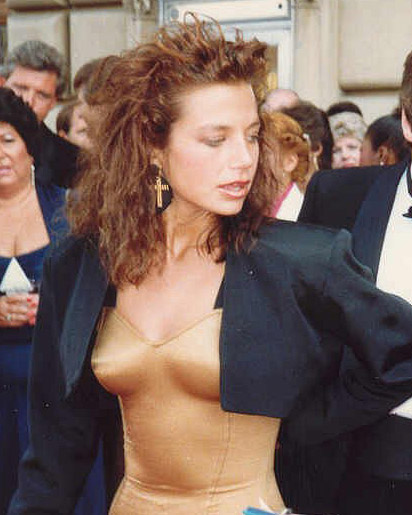
Justine Bateman com uma jaqueta com ombreiras em 1987

As ombreiras são pequenas almofadas que se colocam no interior das jaquetas ou paletós para realçar a zona dos ombros.
No futebol americano, no lacrosse e outras atividades desportivas, as ombreiras são partes essenciais do equipamento de segurança dos atletas para evitar que os constantes e intensos choques causem maior dano aos ombros.